# Arts Centre Melbourne
Le Arts Centre Melbourne, connu à l'origine sous le nom de Victorian Arts Center et très ponctuellement appelé Arts Centre, est un centre des arts de la scène, composé d'un complexe de théâtres et de salles de concert à Melbourne en Australie.
Il a été conçu par l'architecte Sir Roy Grounds. Le plan directeur du complexe — incluant la National Gallery of Victoria — est approuvé en 1960. La construction commence en 1973 après quelques retards. Le complexe ouvre ses portes au public par étapes, avec le Hamer Hall inauguré en 1982 et le Theatres Building en 1984,.
Le Arts Centre Melbourne est situé le long de la rivière Yarra et le long de St Kilda Road, l'une des principales artères de la ville, et s'étend dans le quartier des arts de Melbourne qui est situé dans la banlieue centrale de Melbourne, à Southbank (en), dans l'État de Victoria.
Parmi les principales compagnies qui se produisent régulièrement, le spectateur y trouve Opera Australia, le Ballet australien, la Melbourne Theatre Company, la Production Company, l'Opéra victorien, Bell Shakespeare, le Bangarra Dance Theatre et le Melbourne Symphony Orchestra. Le Arts Centre Melbourne abrite également un grand nombre de spectacles et de sociétés de production australiens et internationaux.
Le Arts Centre Melbourne est inscrit au registre du patrimoine victorien.